# Pasiphila furva
Pasiphila furva är en fjärilsart som först beskrevs av Alfred Philpott 1917b.  Pasiphila furva ingår i släktet Pasiphila och familjen mätare. Inga underarter finns listade i Catalogue of Life.